# Yerba Buena (Tucumán)

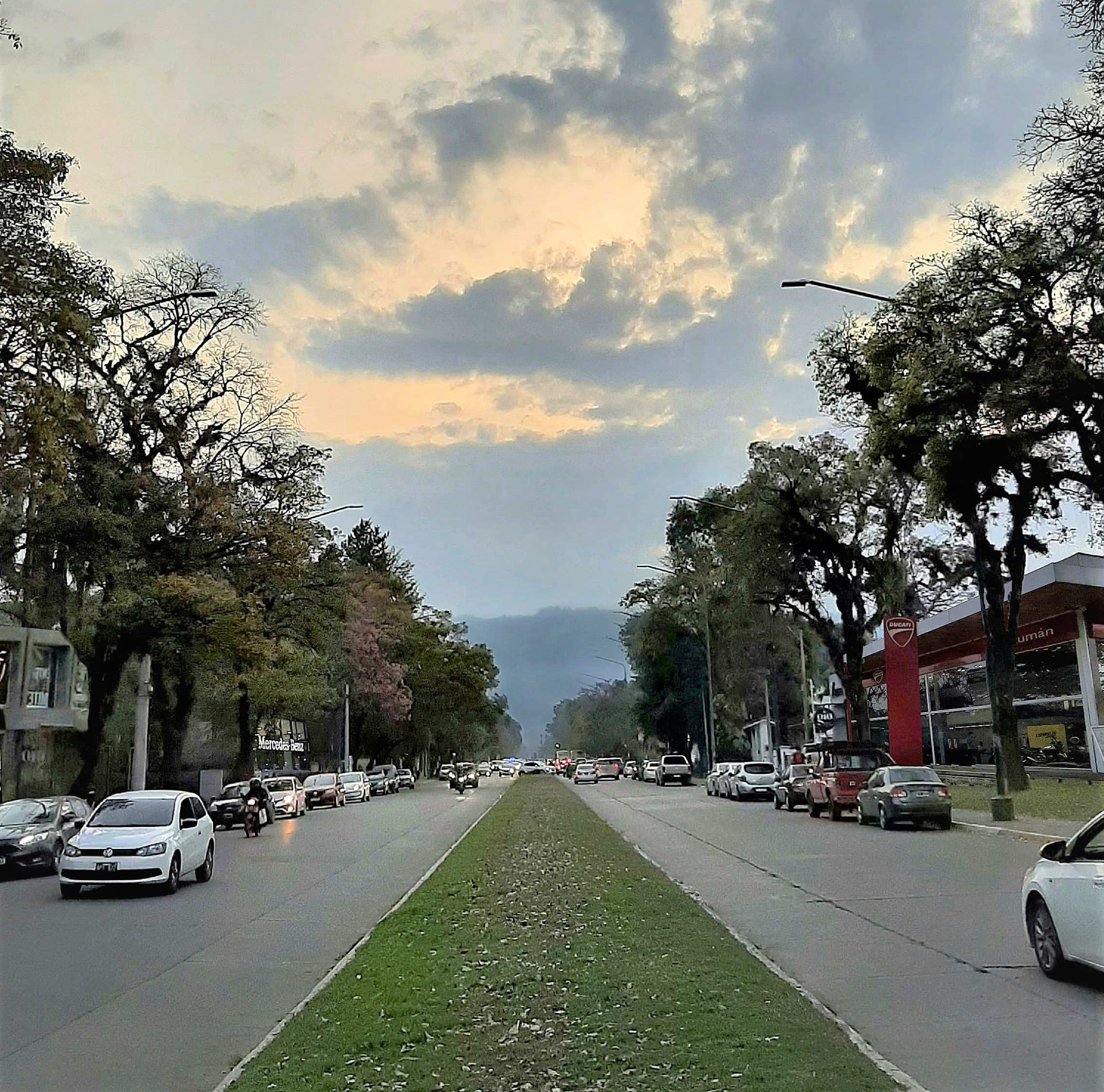
Av. Aconquija durante la primavera.

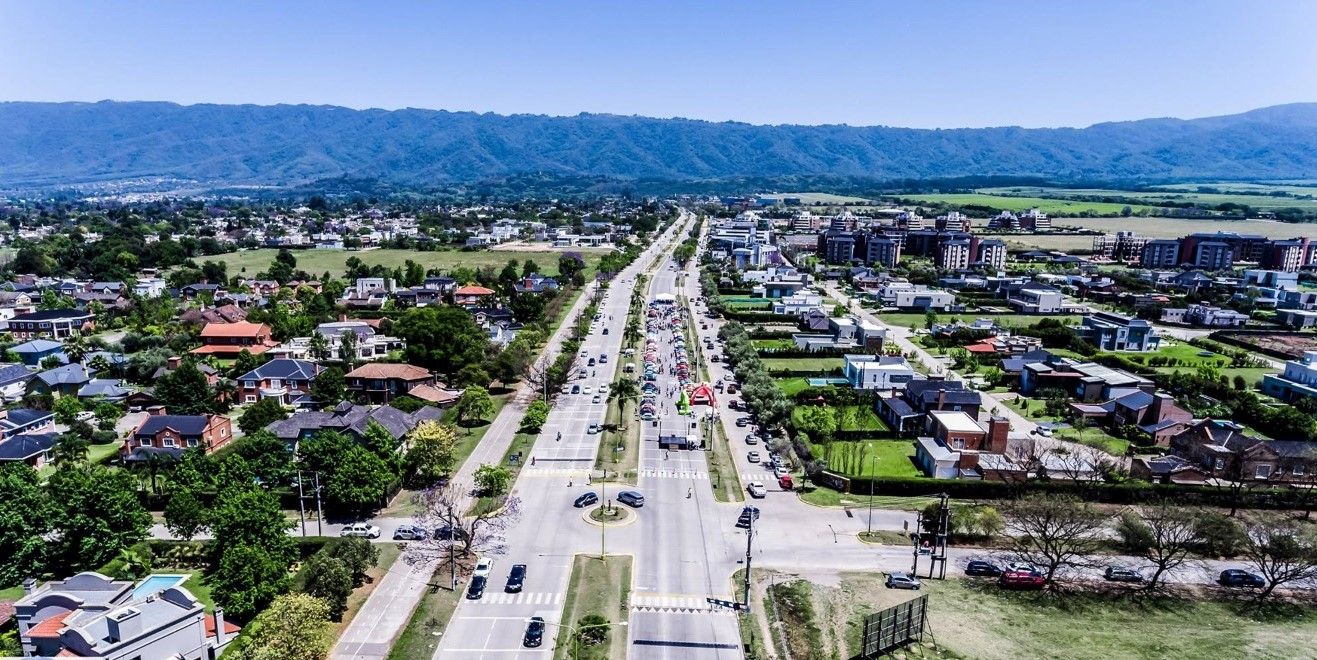
Av. Pte. Perón y Cerro San Javier

Yerba Buena es una localidad y municipio de Tucumán (Argentina), situado al oeste de la ciudad capital de la provincia (San Miguel de Tucumán) en el departamento Yerba Buena y del cual es cabecera.
Forma parte del conglomerado urbano denominado Gran San Miguel de Tucumán. Debido al alto desarrollo y urbanización, allí se pueden encontrar shoppings, locales, tanto de marcas regionales y nacionales, hasta marcas importadas. Por el alto desarrollo socio/económico zona, donde predomina la clase media/alta y alta de la provincia.
Dentro del ejido municipal se sitúan los estudios de Canal 10, el Aero Club Tucumán, la Escuela de Agricultura y Sacarotecnia dependiente de la UNT, el Tucumán Rugby Club, el Jockey Club de Tucumán , la reserva experimental de Horco Molle y recién terminada de construir se encuentra el campus central de la Universidad del Norte Santo Tomás de Aquino en la zona norte del municipio.

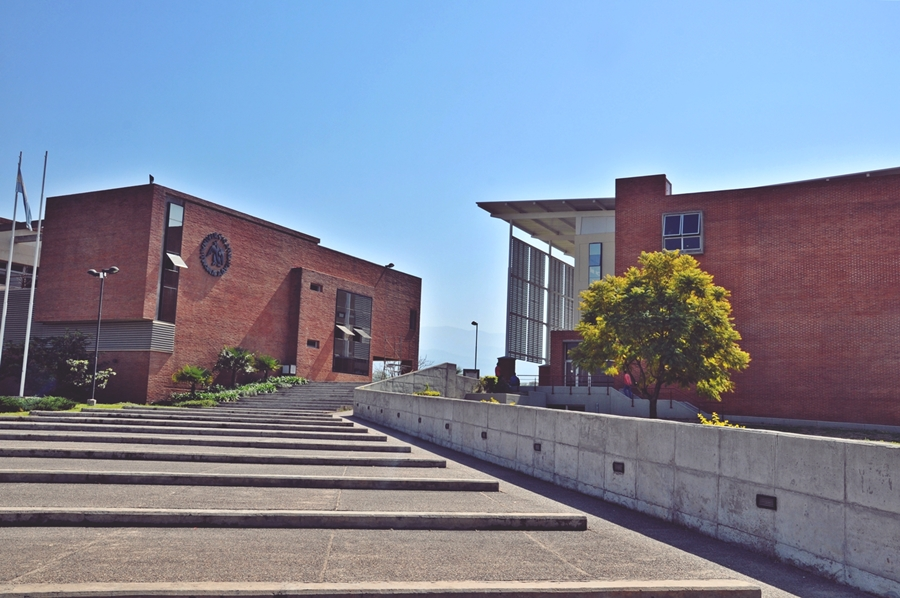
Campus de la UNSTA.

Yerba buena fue elegida por un ranking realizado por el centro de investigación del CONICET como una de las 10 mejores ciudades para vivir de Argentina, por su alta calidad de vida, salarios medios altos, oferta turística y comercial, ubicación geográfica, infraestructura y bajos niveles de contaminación. Posicionándola al mismo nivel de calidad de vida que ciudades como Mendoza, Ushuaia, Villa La Angostura y San isidro. Dado que las condiciones de vida en Yerba Buena son de las más altas de la provincia desde hace años, por esto es elegida para residir por la clase media alta y alta de la zona, que tratan de alejarse del gran movimiento y tumulto crecientes de la Capital tucumana, pese a su cercanía con esta, ya que ambas ciudades están prácticamente integradas.

## Historia, desarrollo urbano y vías de comunicación
Luego del periodo jesuita, Yerba Buena nació con dos zonas marcadamente distintas: un sector de pequeños agricultores y campesinos que vivían en la zona de la antigua Villa de Yerba Buena, en torno a la iglesia Nuestra Señora del Carmen, donde abundaban ranchos y casas modestas. Parte del sector rural también vivía en torno a los ingenios azucareros San José y San Pablo.
Otro sector, muy pudiente quienes, residiendo en San Miguel de Tucumán, levantaron sus casas quintas de descanso a partir de 1905 cuando se crea la Villa de Marcos Paz, en torno a la iglesia Nuestra Señora del Valle. Este núcleo residencial le imprime su actual carácter elegante y, a partir de este foco, ubicado originalmente en solo 25 manzanas al sur de la Avenida Aconquija, entre el 1300 y el 1700, se expande creando su apariencia residencial y como lugar de ocio.

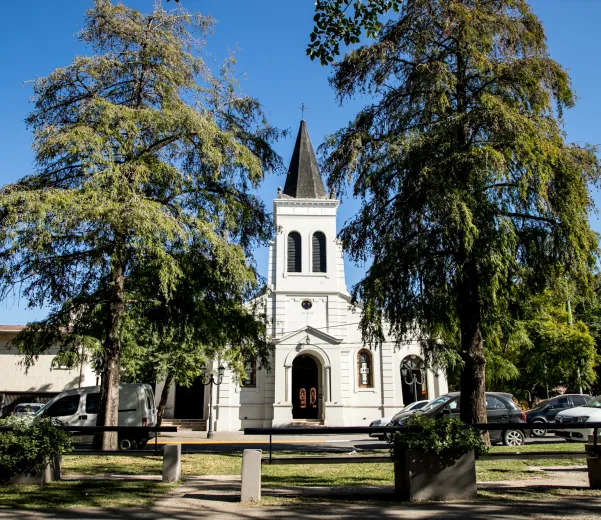
Parroquia Sñra. del Valle de la ciudad, frente a la plaza central de Yerba Buena la "Plaza Nogués"

«La zona rural estaba estructurada en pequeños ranchos o productores de hortalizas, batatas, zapallo, maíz, avena, naranjos, caña de azúcar para el ingenio San José fundamentalmente, alrededor de lo que es la zona que hoy conocemos como la rinconada. Después surge la villa de Marcos Paz con un proyecto de fundación, bajo el gobierno de Luis F. Nouges con algunas donaciones de Cariola también en esa zona». 
Hoy, la ciudad está constituida principalmente por sectores residenciales (chalés, barrios cerrados y country clubs) y una cada vez más creciente actividad comercial (posee tres de los cinco centros comerciales del Gran San Miguel)con marcada actividad gastronómica y hotelera.
A través de la Av. Aconquija se accede a la cumbre del Cerro San Javier, donde se encuentra la comuna de San Javier cuyo epicentro es la monumental escultura del Cristo Bendicente, obra del escultor Juan Carlos Iramain), el Hotel del Sol, Loma Bola, sede de campeonatos nacionales e internacionales de Parapente, y la Reserva Provincial de San Javier. 
Otras vías importantes son Av. Presidente Perón (paralela a la avenida Aconquija), donde se ubica el centro comercial Open Plaza, el campus de la Universidad del Norte Santo Tomás de Aquino (UNSTA), el Centro de compras y gastronómico City Place, las torres de residencias Terrazas Park y Buena Vista, entre otros. Y la Av. Solano Vera comunica a la ciudad con la comuna de San Pablo, en el Departamento Lules.

- Centros comerciales, y de interés de la ciudad:

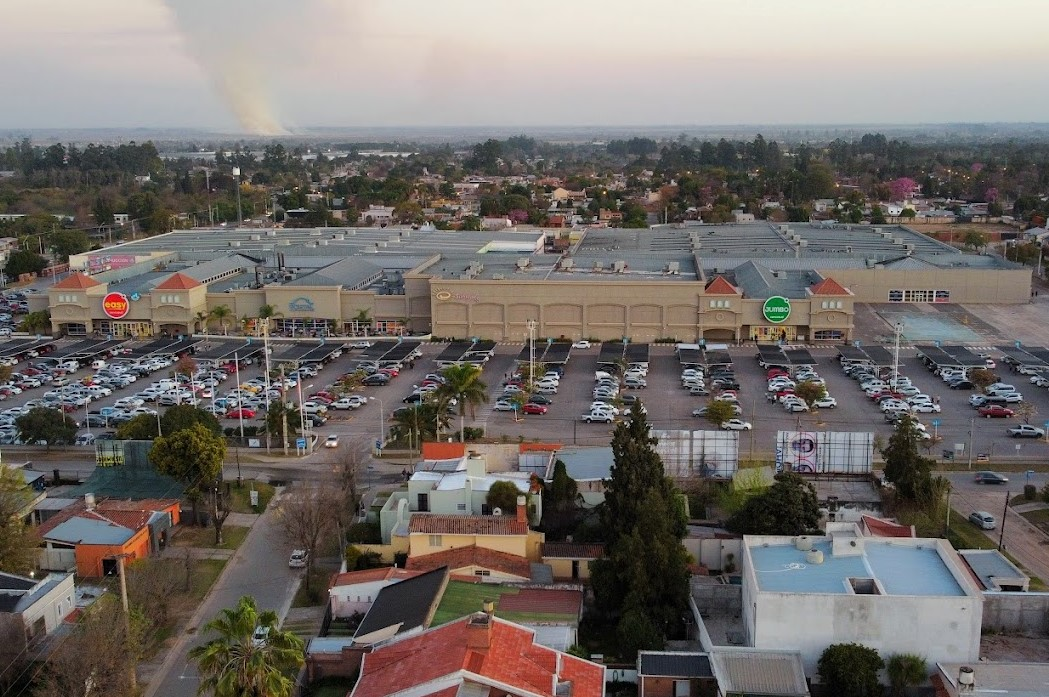
Shopping de la franquicia nacional "El Portal" en Tucumán, Yerba Buena.
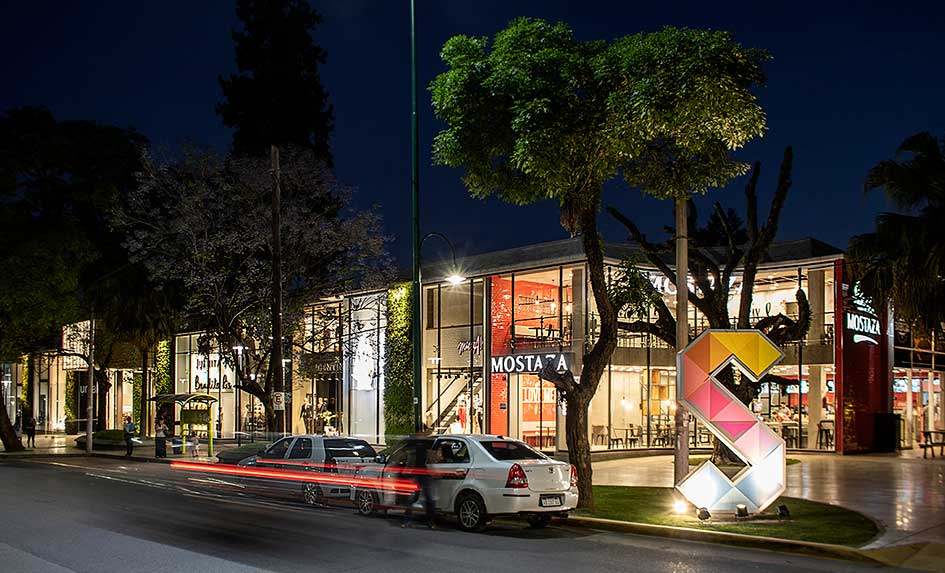
Shopping yerbabuenense "Solar del Cerro"
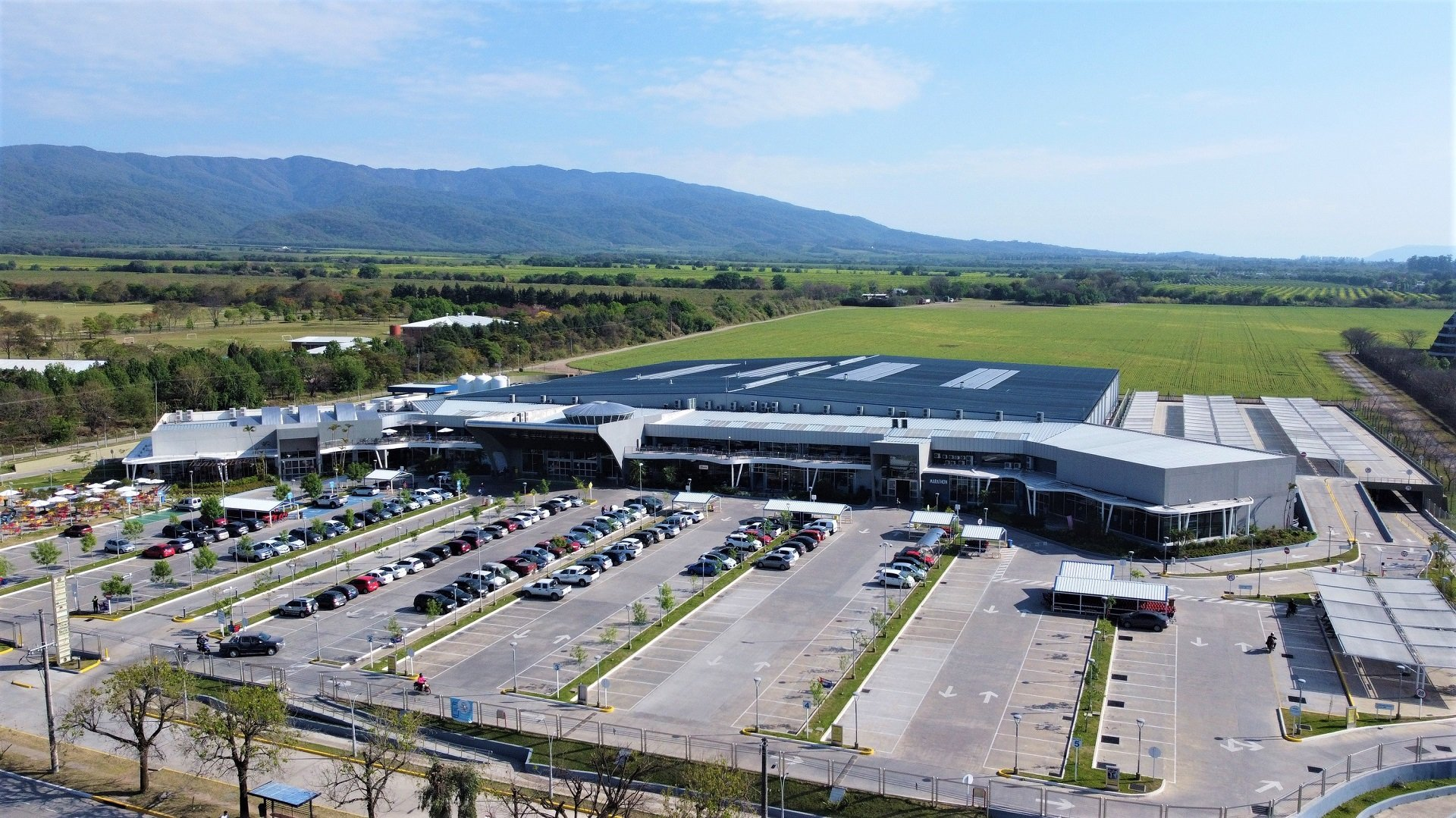
Megacentro de compras "Gomez Pardo"
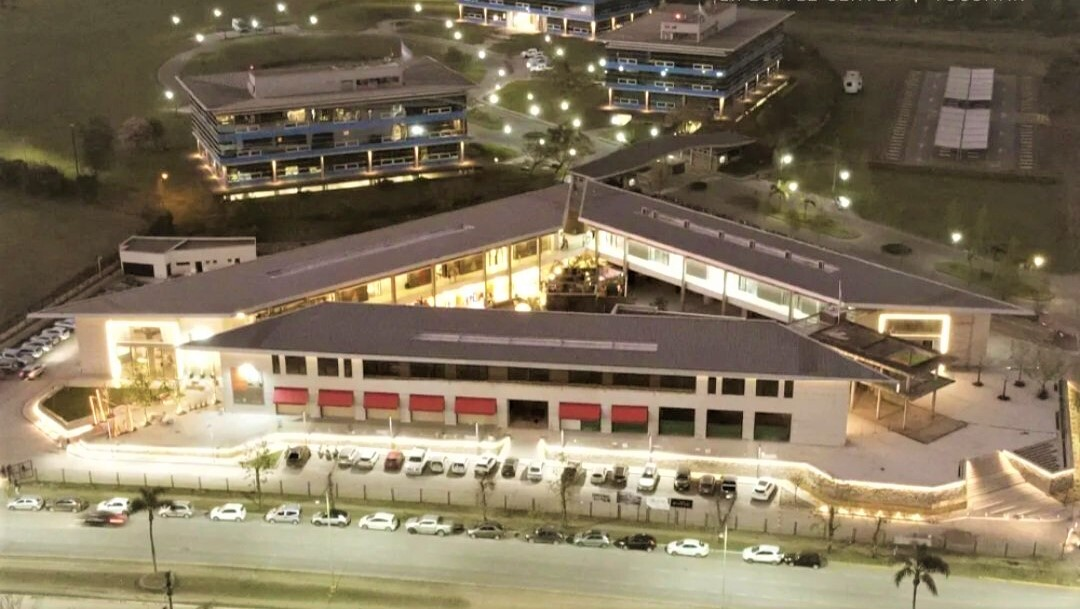
Centro comercial "Alterpoint" en la Av. Perón

## Selva de Yungas
Hasta 1900, el paisaje de Yerba Buena era una frondosa selva de tipas y pacaráes, como se puede apreciar en el Parque Percy Hill. Esta selva es uno de los pisos de vegetación de las yungas y está compuesta por las siguientes especies: arrayán, cedro, guarán, horco molle, lapacho, laurel, mato, nogal, pacará, tarco y tipa.

## Deporte
La ciudad se destaca por su gran diversidad deportiva. Entre las muchas prácticas que se desarrollan, sobresalen el ciclismo de montaña, senderismo, eco aventura, golf y tenis. El rugby, uno de los deportes más populares de la ciudad, cuenta con dos clubes (Tucumán Rugby y Jockey Club). En cuanto al fútbol, Yerba Buena es la casa del Club Unión Aconquija y San José. Otra actividad en la que la localidad de Yerba Buena se encuentra representada a nivel nacional, es el automovilismo de velocidad, ya que si bien su práctica solía desarrollarse en el Autódromo Nasif Moisés Estéfano de San Miguel de Tucumán, en esta disciplina se destaca las presencia a nivel nacional de Lucas Mohamed en el Turismo Nacional.

## Figuras destacadas
- Matías Kranevitter, futbolista profesional.
- Lucas Mohamed, piloto de automovilismo, subcampeón de Turismo Nacional en 2014.
- César Montiglio, futbolista con gran trayectoria en Atlético Tucumán.
- Gabriel de Yturri

## Medios
Dentro de la ciudad se encuentra la señal de televisión Canal 10. Cuenta con cuatro señales de radio: Radio del Jardín (97.5), Radio Q (102.1), FM del Cerro (91.5) y FM San Alfonso (103.9).
Actualmente existen tres portales digitales: Qué Diario, El Mirador de Yerba Buena y El Diario de Yerba Buena.

## Política local
El Honorable Concejo Deliberante de Yerba Buena es el órgano legislativo municipal de Tucumán desde 1983 (un par de años después de la municipalización de la ciudad, en 1978).
El concejo es uno de los poderes del gobierno municipal, se encarga de revisar y controlar los actos del poder ejecutivo municipal que encabeza el Intendente, siendo además un órgano legislativo que crea las normas de la ciudad. Estas normas, llamadas ordenanzas, deben hacerse cumplir por el Ejecutivo municipal. El órgano se compone de 10 miembros electos por el sistema de representación directa y proporcional —al ser Yerba Buena un municipio de 2.ª categoría—, que completan cuatro años en su cargo, pudiendo ser reelegidos solo una vez consecutiva.
Todos los concejales deben tener la nacionalidad argentina (de origen o naturalizado al menos 5 años) y haber residido en Tucumán un mínimo de 5 años inmediatamente anterior a su candidatura. Además deben estar inscritos en los padrones electorales nacionales correspondientes al municipio (para ello deben tener más de 22 años de edad). Como en otros Concejos Deliberantes, quedan excluidos de poderse presentarse para el cargo los que no pueden ser electores de acuerdo a las disposiciones de la Ley Orgánica de Municipalidades, diputados y senadores nacionales, legisladores provinciales, miembros de la Administración de la justicia federal o provincial, y el gobernador de la provincia y sus ministros. Tampoco pueden presentarse aquellos que estuvieren directa o indirectamente interesados en cualquier contrato oneroso con la municipalidad.

### Historia
En 2017 hubo una crisis institucional en el concejo que no sesionaba normalmente; al final, se resolvió con una nueva renovación de autoridades en 2018.

#### Composición actual(2023-2027)[5][6][7]
| Concejal                      | Partido                        | Bloque | Bloque                      |
| ----------------------------- | ------------------------------ | ------ | --------------------------- |
| Javier Jantus                 | Partido Cambia Tucumán CT      |        | Juntos por el Cambio        |
| María Mercedes Moraiz         | Creo                           |        | Juntos por el Cambio        |
| Dante Mauricio Argiró         | Partido Cambia Tucumán CT      |        | Juntos por el Cambio        |
| Gullermo Miguel Casanova      | Alianza Compromiso Pro Tucumán |        | Juntos por el Cambio        |
| Graciela del Valle Garolera   | Tucumán para la Victoria       |        | Frente de Todos por Tucumán |
| Agustina Simón Padros         | Partido Cambia Tucumán CT      |        | Juntos por el Cambio        |
| Rafael Eduardo Olea           | Cambiemos                      |        | Juntos por el Cambio        |
| María de Lourdes Decoud Griet | Creo                           |        | Juntos por el Cambio        |
| Walter Gabriel Aráoz          | Acción Regional                |        | Frente de Todos por Tucumán |
| Franco Marigiliano            | Partido Cambia Tucumán CT      |        | Juntos por el Cambio        |